# Dolichomitus zonatus
Dolichomitus zonatus är en stekelart som först beskrevs av Cresson 1874.  Dolichomitus zonatus ingår i släktet Dolichomitus och familjen brokparasitsteklar.

## Underarter
Arten delas in i följande underarter:
- D. z. sannio
- D. z. coracinus